# Tatejama (město v Čibě)
Tatejama (japonsky 館山市) je město v prefektuře Čiba v Japonsku. K roku 2019 v něm žilo přes pětačtyřicet tisíc obyvatel.

## Poloha
Tatejama leží na jihozápadě poloostrova Bósó u ústí Tokijského zálivu. Suchozemskou hranici má pouze s městem Minamibósó.

## Dějiny
Název Tatejama sahá přinejmenším do období válčících států, kdy jej nesl hrad v držení klanu Satomi.

### Rodáci
- Tošimicu Dejama (* 1965), zpěvák